# A Place We Knew
A Place We Knew —traducible al español como: Un lugar que conocíamos— es el primer álbum de estudio del cantante y compositor australiano Dean Lewis, lanzado el 22 de marzo de 2019 bajo el sello de Island Records. El disco contiene un total de doce canciones, todas escritas por Lewis y cuyas letras hablan sobre rupturas amorosas, el proceso de sanación y las emociones de una relación.
El álbum fue bien recibido por la crítica, que alabaron las letras de las canciones, la consistencia y la voz del artista, que fue descrita por algunos como «melancólica». Asimismo, el disco fue un éxito en ventas en Australia, donde alcanzó la primera posición y obtuvo doble disco de platino. En los ARIA Music Awards de 2019, se llevó el galardón al Álbum del Año.
Para su promoción, fueron lanzados cuatro sencillos, de los cuales, el más destacado fue «Be Alright», el cual se convirtió en un éxito alrededor del mundo, alcanzando altas posiciones en listados de países como Canadá, los Estados Unidos, Irlanda y el Reino Unido, donde también obtuvo múltiples discos de platino por sus ventas. Otros sencillos como «7 Minutes» y «Stay Awake» también fueron exitosos en Australia.

## Recepción

### Comentarios de la crítica
En general, A Place We Knew fue bien recibido por los expertos. Gavin Scott de la revista australiana WHO le dio una calificación perfecta de cinco estrellas y dijo que es «imposible no sentirse conmovido por A Place We Knew debido a la naturaleza profunda y personal de las letras y la desgarradora tristeza y emoción en la voz de Lewis». El escritor Neil Z. Yeung de Allmusic le dio 3.5 puntos de 5 y aseguró que el álbum «encuentra un equilibrio entre los momentos acústicos» y contiene «una vulnerabilidad que evoca una narrativa perfecta para las historias, lo que da resultado a un doloroso viaje a recuerdos de cosas que no funcionaron». Yeung comparó el álbum favorablemente con trabajos de Mumford & Sons, Passenger y Jamie Lawson. Austin Pak de Daily Free Press expresó que A Place We Knew ayuda a «solidificar la identidad de Lewis como músico y no solo un one hit wonder», ya que muchas de las canciones del disco «demuestran sus habilidades vocales y para componer». No obstante, Pak recalcó que el álbum carece de originalidad, lo cual se ve agravado por la similitud vocal de Lewis con otros cantantes del mismo género como Ed Sheeran, James Bay y Passenger.

### Recibimiento comercial
El álbum supuso un éxito en ventas en Australia, país natal de Lewis, donde debutó en la primera posición de su lista semanal y logró la certificación de doble disco de platino otorgado por la Australian Recording Industry Association (ARIA) tras exceder las 120 mil unidades vendidas en territorio australiano. Asimismo, A Place We Knew fue el décimo sexto álbum más vendido del país durante el 2019. En Nueva Zelanda, logró la séptima posición de su lista semanal y fue el cuadragésimo primer álbum más exitoso del 2019.
En los Estados Unidos, alcanzó la posición número 31 del Billboard 200. Por su parte, en Canadá llegó al puesto quince de su lista semanal, además de haber obtenido la certificación de oro por 40 mil unidades vendidas. En Europa, ingresó a los treinta primeros en Suiza, Irlanda, los Países Bajos, Finlandia y Noruega; en este último fue también certificado con doble disco de platino por 40 mil unidades.

## Sencillos
Para promocionar el álbum, fue lanzado como sencillo el tema «Be Alright», que se convirtió en el primer gran éxito de Lewis a nivel mundial, logrando entrar a los diez primeros en numerosos países, además de haber alcanzado el número uno en Australia, donde además obtuvo ocho discos de platino por más de medio millón de unidades vendidas. La canción también logró el puesto veintitrés del Billboard Hot 100 de los Estados Unidos y doble disco de platino por más de dos millones de unidades, mientras que en Reino Unido alcanzó la posición once y un disco de platino por 600 mil unidades. Asimismo, fue lanzado el tema «7 Minutes», que llegó al puesto diez en Australia y recibió doble disco de platino, mientras que «Stay Awake», lanzado como tercer sencillo, alcanzó la posición veintiséis y un disco de platino.

## Lista de canciones
- Edición estándar

| A Place We Knew |                      |                                        |          |  |
| N.º             | Título               | Escritor(es)                           | Duración |  |
| 1.              | «Hold of Me»         | Dean Lewis                             | 3:22     |  |
| 2.              | «7 Minutes»          | Lewis, Nicholas Atkinson, Edd Holloway | 3:31     |  |
| 3.              | «A Place We Knew»    | Lewis                                  | 3:26     |  |
| 4.              | «Stay Awake»         | Lewis, Neil Ormandy, Steven Solomon    | 3:05     |  |
| 5.              | «Waves»              | Lewis, Atkinson, Holloway              | 4:00     |  |
| 6.              | «Be Alright»         | Lewis, Jonathan Hume                   | 3:16     |  |
| 7.              | «Chemicals»          | Lewis                                  | 3:41     |  |
| 8.              | «Straight Back Down» | Lewis, Atkinson, Holloway              | 3:25     |  |
| 9.              | «Time to Go»         | Lewis                                  | 3:10     |  |
| 10.             | «Don't Hold Me»      | Lewis, Hume                            | 2:59     |  |
| 11.             | «For the Last Time»  | Lewis                                  | 3:15     |  |
| 12.             | «Half a Man»         | Lewis, Hayley Warner, Hume             | 5:06     |  |
| 40:09           |                      |                                        |          |  |

## Posicionamiento en listas

### Semanales
| Alemania          | German Albums Chart      | 32 |
| Australia         | Australian Albums Chart  | 1  |
| Austria           | Austrian Albums Chart    | 33 |
| Bélgica (Flandes) | Ultratop 200 Albums      | 30 |
| Bélgica (Valonia) | Ultratop 200 Albums      | 61 |
| Canadá            | Canadian Albums          | 15 |
| Dinamarca         | Danish Albums Chart      | 28 |
| Estados Unidos    | Billboard 200            | 31 |
| Finlandia         | Finnish Albums Chart     | 27 |
| Francia           | French Albums Chart      | 60 |
| Irlanda           | Irish Albums Chart       | 20 |
| Noruega           | Norwegian Albums Chart   | 4  |
| Nueva Zelanda     | New Zealand Albums Chart | 7  |
| Países Bajos      | Dutch Albums Top 100     | 21 |
| Reino Unido       | UK Albums Chart          | 37 |
| Suecia            | Swedish Albums Chart     | 46 |
| Suiza             | Swiss Albums Chart       | 11 |

### Anuales
| País              | Lista                    | Mejor posición |      |      |      |      |      |
| 2019              | 2019                     | 2019           | 2019 | 2019 | 2019 | 2019 | 2019 |
| ----------------- | ------------------------ | -------------- | ---- | ---- | ---- | ---- | ---- |
| Australia         | Australian Albums Chart  | 16             |      |      |      |      |      |
| Bélgica (Flandes) | Ultratop 200 Albums      | 174            |      |      |      |      |      |
| Nueva Zelanda     | New Zealand Albums Chart | 41             |      |      |      |      |      |
| 2020              |                          |                |      |      |      |      |      |
| Australia         | Australian Albums Chart  | 42             |      |      |      |      |      |
| Bélgica (Flandes) | Ultratop 200 Albums      | 132            |      |      |      |      |      |
| Noruega           | Norwegian Albums Chart   | 31             |      |      |      |      |      |

### Certificaciones
| Territorio     | Organismo certificador | Certificación | Ventas certificadas | Ref.   |
| -------------- | ---------------------- | ------------- | ------------------- | ------ |
| Australia      | ARIA                   | 2× Platino    | 140 000             | [ 4 ]  |
| Canadá         | CRIA                   | Oro           | 40 000              | [ 13 ] |
| Estados Unidos | RIAA                   | Oro           | 500 000             | [ 7 ]  |
| Noruega        | IFPI — Noruega         | 2× Platino    | 40 000              | [ 15 ] |
| Singapur       | RIAS                   | Oro           | 5000                | [ 33 ] |